# Công thức Euler–Maclaurin
Trong toán học, công thức Euler-Maclaurin là một công thức cho sự khác biệt giữa một tích phân và tổng có liên quan chặt chẽ. Nó có thể được sử dụng để tính gần đúng các tích phân bằng các tổng hữu hạn hoặc ngược lại để đánh giá các tổng hữu hạn và chuỗi vô hạn bằng cách sử dụng các tích phân và máy móc tích phân. Ví dụ, nhiều mở rộng tiệm cận có nguồn gốc từ công thức này và công thức Faulhaber cho tổng số lũy thừa là một hệ quả ngay lập tức.
Công thức được Leonhard Euler và Colin Maclaurin phát hiện độc lập vào khoảng năm 1735. Euler cần nó để tính toán chuỗi hội tụ vô hạn một cách chậm chạp trong khi Maclaurin sử dụng nó để tính tích phân. Sau đó, nó đã được khái quát hóa thành công thức Darboux.

## Công thức
Nếu {\displaystyle m} và {\displaystyle n} là các số tự nhiên và {\displaystyle f(x)} là một hàm liên tục có giá trị thực hoặc phức cho các số thực {\displaystyle x} trong khoảng {\displaystyle [m,n]}, thì tích phân
{\displaystyle I=\int _{m}^{n}f(x)\,dx}
có thể được xấp xỉ bằng tổng (hoặc ngược lại)
{\displaystyle S=f(m+1)+\cdots +f(n-1)+f(n)}
(xem phương pháp hình chữ nhật). Công thức Eluler-Maclaurin cung cấp các biểu thức cho sự khác biệt giữa tổng và tích phân theo các đạo hàm cao hơn {\displaystyle f^{(k)}(x)} đượcđánh giá tại các điểm cuối của khoảng, có nghĩa là khi {\displaystyle x=m} và {\displaystyle x=n}.
Một cách cụ thể hơn, cho {\displaystyle p} một số nguyên dương và một hàm {\displaystyle f(x)} đó là {\displaystyle p} lần khả vi liên tục trên khoảng {\displaystyle [m,n]}, chúng ta có
{\displaystyle S-I=\sum _{k=1}^{p}{{\frac {B_{k}}{k!}}(f^{(k-1)}(n)-f^{(k-1)}(m))}+R_{p},}
Ở đâu {\displaystyle B_{k}} là {\displaystyle k} số Bernoulli (với {\displaystyle B_{1}=1/2}) và {\displaystyle R_{p}} là một thuật ngữ lỗi phụ thuộc vào {\displaystyle n}, {\displaystyle m}, {\displaystyle p} và {\displaystyle f} và thường nhỏ cho các giá trị phù hợp của {\displaystyle p}.
Công thức thường được viết với chỉ mục con chỉ lấy các giá trị chẵn, vì các số Bernoulli lẻ bằng 0 ngoại trừ {\displaystyle B_{1}}. Trong trường hợp này, chúng ta có 
{\displaystyle \sum _{i=m}^{n}f(i)=\int _{m}^{n}f(x)\,dx+{\frac {f(n)+f(m)}{2}}+\sum _{k=1}^{\lfloor p/2\rfloor }{\frac {B_{2k}}{(2k)!}}(f^{(2k-1)}(n)-f^{(2k-1)}(m))+R_{p},}
Hay cách khác
{\displaystyle \sum _{i=m+1}^{n}f(i)=\int _{m}^{n}f(x)\,dx+{\frac {f(n)-f(m)}{2}}+\sum _{k=1}^{\lfloor p/2\rfloor }{\frac {B_{2k}}{(2k)!}}(f^{(2k-1)}(n)-f^{(2k-1)}(m))+R_{p}.}

### Số hạng còn lại
Số hạng còn lại phát sinh vì tích phân thường không chính xác bằng tổng. Công thức có thể được bắt nguồn bằng cách áp dụng tích hợp lặp đi lặp lại bởi các phần cho các khoảng tiếp theo {\displaystyle [r,r+1]} cho {\displaystyle r=m,m+1,\ldots ,n-1}. Các cận biên trong các tích hợp này dẫn đến các hệ số chính của công thức và các tích phân còn lại tạo thành "phần còn lại".
Phần còn lại có một biểu thức chính xác với các hàm Bernoulli được định kỳ {\displaystyle P_{k}(x)}. Đa thức Bernoulli có thể được định nghĩa đệ quy bởi {\displaystyle B_{0}(x)=1} va cho {\displaystyle k\geq 1},
{\displaystyle {\begin{aligned}B_{k}'(x)&=kB_{k-1}(x),\\\int _{0}^{1}B_{k}(x)\,dx&=0.\end{aligned}}}
Các hàm Bernoulli định kỳ được định nghĩa là
{\displaystyle P_{k}(x)=B_{k}(x-\lfloor x\rfloor ),}
Ở đâu {\displaystyle \lfloor x\rfloor } biểu thị số nguyên lớn nhất nhỏ hơn hoặc bằng {\displaystyle x} (vậy nên {\displaystyle x-\lfloor x\rfloor } luôn luôn nằm trong khoảng {\displaystyle [0,1)}).
Với ký hiệu này, phần còn lại {\displaystyle R_{p}} bằng
{\displaystyle R_{p}=(-1)^{p+1}\int _{m}^{n}f^{(p)}(x){\frac {P_{p}(x)}{p!}}\,dx.}
Khi nào {\displaystyle k>0}, có thể chỉ ra rằng
{\displaystyle |B_{k}(x)|\leq {\frac {2\cdot k!}{(2\pi )^{k}}}\zeta (k),}
Ở đâu {\displaystyle \zeta } biểu thị hàm zeta Riemann; một cách tiếp cận để chứng minh sự bất bình đẳng này là thu được chuỗi Fourier cho đa thức {\displaystyle B_{k}(x)}. Các ràng buộc đạt được cho thậm chí {\displaystyle k} khi nào {\displaystyle x} bằng không. Thuật ngữ {\displaystyle \zeta (k)} có thể được bỏ qua cho số lẻ {\displaystyle k} nhưng chứng minh trong trường hợp này phức tạp hơn (xem Lehmer). Sử dụng bất đẳng thức này, kích thước của số hạng còn lại có thể được ước tính là
{\displaystyle |R_{p}|\leq {\frac {2\zeta (p)}{(2\pi )^{p}}}\int _{m}^{n}|f^{(p)}(x)|\,dx.}